# Lukas Schmitz
Lukas Schmitz (Hattingen, 13 ottobre 1988) è un ex calciatore tedesco, di ruolo centrocampista.

## Palmarès

### Club

#### Competizioni nazionali
- Coppa di Germania: 1

Schalke 04: 2010-2011
- 2. Fußball-Bundesliga: 1

Fortuna Düsseldorf: 2017-2018